# 사샤 코언
사샤 코언(영어: Sasha Cohen, 1984년 10월 26일 - )은 미국의 피겨 스케이팅 선수이다. 그는 2006년 미국 피겨 스케이팅 선수권 우승자, 2003년 피겨 스케이팅 그랑프리 파이널 우승자, 또한 2006년 동계 올림픽 은메달리스트이다.

## 일대기
본명은 알렉산드라 파울린 코언(Alexandra Pauline Cohen)으로, 줄여서 사샤라고 부른다. 사샤는 캘리포니아주의 로스앤젤레스근처인 웨스트우드에서 태어났다. 그의 엄마, 갈리나 펠드만(Galina Feldman)은 우크라이나 출신의 유태인 미국 이민자이며 또한 발레리나이다. 그의 아버지, 로저 코언(Roger Cohen)은 유태계 미국인이며, 예전에는 법률계에 있었던 비지니스 컨설턴트이다.[1] 사샤의 유일한 여동생, 나탈리아 코언(Natalia ("Natasha") Cohen)은 2006년 8월에 바나드 대학교(Barnard College)에 입학하였다. 사샤는 어린 나이부터 기계체조를 하였고, 7세 때, 피겨 스케이팅으로 전환하였다.

### 경력 요약
사샤 코언은 2000년 미국 피겨 스케이팅 선수권에서부터 유명해지기 시작하였다. 주니어 레벨에서 그는 쇼트 프로그램에서 1위를 하였다. 비록 프리 스케이팅 이후에 2위가 되었지만 코언은 국가 대표가 되었다. 그때 그는 세계 피겨스케이팅 선수권 대회에 가기는 어렸으나, 만약 그가 주니어 세계 피겨 스케이팅 선수권에서 메달을 받는다면 시니어 세계 피겨 스케이팅 선수권에 참가할 자격이 주어졌다. 그러나 그는 주니어 월드 대회에서 3위안에 들지 못하였고, 시니어 월드 대회에 참가하지 못하였다.
코언은 스트레스로 인하여, 2001년 미국 전국 피겨 스케이팅 대회에 참가하지 못하였으나, 2002년 대회에서는 은메달을 받음으로서 올림픽에 나갈 수 있게 되었다. 미국 유타주의 솔트레이크 시티에서 열린 2002년 동계 올림픽에서 그는 4위를 하였다. 코언의 2003-2004 시즌은, 그랑프리에서 금메달을 따고, 미국 피겨 스케이팅 챔피언십과 월드 챔피언십에서 은메달을 땀으로서, 그의 가장 성공적인 시즌이라고 할 수 있다. 2005년에는 포트랜드에서 열린 미국 피겨 스케이팅 챔피언십과, 러시아 모스크바에서 열린 월드 챔피언십에서 2위를 하였다. 그러나 부상으로 인하여 그랑프리에는 참가하지 못하였다.

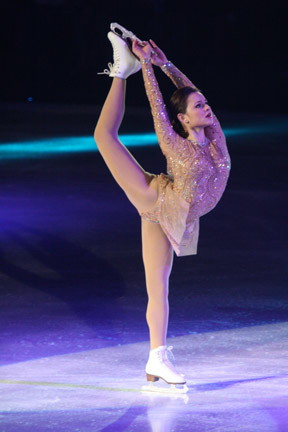

그 다음 시즌은 캠벨 국제 피겨 스케이팅 시합에서 1위를 하며 시작하였다. 곧 허리 부상으로 인하여 미국 대회에는 참가하지 않았지만 트로피 에릭 봉파르에서 2위를 하며 돌아왔다.
2006년에는 독감을 물리치며 미국 대회에서 1등을 하였고, 이로 인하여 1월 14일에 미국 대표로 2006년 동계 올림픽에 참가할 자격을 공식적으로 얻었다.
2006년 토리노 올림픽에서 쇼트 프로그램에서 코언은 0.03점으로 러시아의 이리나 슬루츠카야선수를 따돌렸다. 프리 스케이팅에서는 첫 번째 점프에서 실수를 하고, 두 번째 점프, 트리플 플립에서 손으로 바닥을 짚는 실수를 하였지만, 다섯개의 트리플 점프를 완성시키며 그의 첫 번째 올림픽 메달인, 은메달을 따내었다. 일본의 시즈카 아라카와는 7.98점으로 코언을 따돌렸다.
1개월 후 캐나다 캘거리에서 열린 2006년 월드 챔피언십에서 코언은 쇼트 프로그램에서는 1위를 하였지만 프리 스케이팅 점프에서 잦은 실수를 범해 (한번을 제외하고 컴비네이션을 완성하지 못하고 트리플 살코에서 넘어짐) 4위를 하고 결국 동메달을 받았다. 또다른 미국 선수 키미 마이즈너는 그보다 거의 10점을 앞세워 금메달을 따내었다. 코언은 점프에서 실수를 했더라도, 예술적인 면을 인정받아, 모든 스핀과 스파이럴에서 레벨 4를 받았고, 프로그램 구성 점수는 61.35를 받아 가장 높았다.
2006년 4월부터 코언은 챔피언 아이스 투어, 제 2회 별들과 함께 아래에서 스케이팅 갈라 쇼와 마샬 미국 국제 피겨 스케이팅 쇼케이스에서 공연하기 시작하였다.
2006년 12월에 코언은 대회에서는 조금 쉬고 싶고 그렇기 때문에 2007년 미국 피겨 스케이팅 대회에는 참가하지 않겠다고 전하였다.
2009년 4월 15일에 코언은 2010년 시즌에 활동하고 싶고 밴쿠버 2010년 동계 올림픽에 참가하고 싶다고 밝혔다. 그는 그의 공식 웹사이트를 통해 "다음 시즌에 제가 뭘 할지 결정은, 챔피언 아이스 투어 이후에 하고 싶습니다" 라고 전하였다.
2009-2010 시즌이 시작되자 그녀는 마침내 2010 벤쿠버 동계 올림픽에 출전하고 싶다는 의사를 밝히고, 그랑프리대회출전권을 얻지만, 부상이 아직 완전히 낫지 않았다라는등의 이유로 '트로피에릭봉파르'와 '스케이트 아메리카'를 결장한다. (결장에 대한 정확한 이유는 확실히 밝혀지지않았다) 결국 팬들의 비난을 뒤로 한채, 올림픽 출전권을 따내기 위해 전미선수권대회에만 참가하게 된다. 그러나 쇼트에서는 모든 점프를 성공해 2위에 올라 순조롭게 출발하지만, 프리에서는 잦은 실수를 범해 종합 4위를 하게 되고, 결국 그녀로서는 마지막 기회가 될지도 모를 2010 벤쿠버 동계올림픽의 출전권을 얻지 못하게 되었다.

## 대회 기록
| 주요 대회들(시니어) |                              |                              |                              |               |               |               |                 |                 |                 |                                |                                |                                |                                |             |             |             |
|                     | 피겨스케이팅 그랑프리 파이널 | 피겨스케이팅 그랑프리 파이널 | 피겨스케이팅 그랑프리 파이널 | 미국 챔피언십 | 미국 챔피언십 | 미국 챔피언십 | 사대륙 챔피언십 | 사대륙 챔피언십 | 사대륙 챔피언십 | 세계 피겨 스케이팅 선수권 대회 | 세계 피겨 스케이팅 선수권 대회 | 세계 피겨 스케이팅 선수권 대회 | 세계 피겨 스케이팅 선수권 대회 | 동계 올림픽 | 동계 올림픽 | 동계 올림픽 |
| 시즌                | 쇼트                         | 프리                         | 결과                         | 쇼트          | 프리          | 결과          | 쇼트            | 프리            | 결과            | 예선                           | 쇼트                           | 프리                           | 결과                           | 쇼트        | 프리        | 결과        |
| 2005–06             | DNQ                          | DNQ                          | DNQ                          | 1             | 1             | 1위           | -               | -               | -               | 3                              | 1                              | 4                              | 3위                            | 1           | 2           | 2위         |
| 2005–06             | DNQ                          | DNQ                          | DNQ                          | 65.15         | 134.03        | 199.18        | -               | -               | -               | 27.59                          | 66.62                          | 114.67                         | 208.88                         | 66.73       | 116.63      | 183.36      |
| 2004–05             | DNQ                          | DNQ                          | DNQ                          | 2             | 2             | 2위           | -               | -               | -               | 1                              | 2                              | 2                              | 2위                            | -           | -           | -           |
| 2004–05             | DNQ                          | DNQ                          | DNQ                          | 2             | 2             | 2위           | -               | -               | -               | 28.41                          | 61.37                          | 124.61                         | 214.39                         | -           | -           | -           |
| 2003–04             | 2                            | 2                            | 2위                          | 1             | 2             | 2위           | -               | -               | -               | 1                              | 1                              | 3                              | 2위                            | -           | -           | -           |
| 2003–04             | 60.80                        | 116.68                       | 177.48                       | 1             | 2             | 2위           | -               | -               | -               | 1                              | 1                              | 3                              | 2위                            | -           | -           | -           |
| 2002-03             | 1                            | 2/1                          | 1위                          | 2             | 3             | 3위           | -               | -               | -               | 3                              | 5(동점)                        | 3                              | 4위                            | -           | -           | -           |
| 2001-02             | DNQ                          | DNQ                          | DNQ                          | 2             | 2             | 2위           | -               | -               | -               | 2                              | 5                              | 4                              | 4위                            | 3           | 4           | 4위         |
| 2000-01             | DNQ                          | DNQ                          | DNQ                          | W/D           | W/D           | W/D           | -               | -               | -               | -                              | -                              | -                              | -                              | -           | -           | -           |
| 1999-00             | DNQ                          | DNQ                          | DNQ                          | 1             | 2             | 2위           | -               | -               | -               | -                              | -                              | -                              | -                              | -           | -           | -           |

| 2005–06 ISU 그랑프리 파이널 |       |        |        |
| 이벤트                      | 쇼트  | 프리   | 결과   |
| 스케이트 아메리카           | W/D   | W/D    | W/D    |
| 트로피 에릭 폼바드          | 2     | 2      | 2위    |
| 트로피 에릭 폼바드          | 60.96 | 114.16 | 175.12 |
| 그랑프리 파이널             | DNQ   | DNQ    | DNQ    |

2006
| 대회 결과들        |                  |      |
| 이벤트             | 장소             | 결과 |
| 미국 전국 챔피언십 | 세인트루이스     | 1위  |
| 2006년 동계 올림픽 | 토리노, 이탈리아 | 2위  |
| 월드 챔피언십      | 캘거리, 캐나다   | 3위  |

- 코언은 부상으로 인하여 2004-05 그랑프리에는 참가하지 않았다.

2005
| 대회 결과들        |                  |      |
| 이벤트             | 장소             | 결과 |
| 미국 전국 챔피언십 | 포트랜드, 오리건 | 2위  |
| 월드 챔피언십      | 모스카우, 러시아 | 2위  |

| 2003–04 ISU 그랑프리 |       |        |        |
| 이벤트               | 쇼트  | 프리   | 결과   |
| 스케이트 아메리카    | 1     | 1      | 1위    |
| 스케이트 아메리카    | 66.46 | 130.89 | 197.35 |
| 스케이트 캐나다      | 1     | 1      | 1위    |
| 스케이트 캐나다      | 71.12 | 126.48 | 197.60 |
| 트로피 라리퀘        | 1     | 1      | 1위    |
| 트로피 라리퀘        | 69.38 | 127.81 | 197.19 |
| 그랑프리 파이널      | 2     | 2      | 2위    |
| 그랑프리 파이널      | 60.80 | 116.68 | 177.48 |

2004
| 대회 결과들        |                    |      |
| 이벤트             | 장소               | 결과 |
| 미국 전국 챔피언십 | 애틀랜타, 조지아주 | 2위  |
| 월드 챔피언십      | 도트문드, 독일     | 2위  |

| 2002–03 ISU 그랑프리 |      |      |       |      |
| 이벤트               | 쇼트 | 프리 | 프리2 | 결과 |
| 스케이트 캐나다      | 1    | 1    | -     | 1위  |
| 트로피 라리퀘        | 2    | 1    | -     | 1위  |
| 러시아 대회          | 2    | 2    | -     | 2위  |
| 그랑프리 파이널      | 1    | 2    | 1     | 1위  |

- 이탈릭화 된 이벤트들은 스코어를 기록하지 않는 이벤트이다.

2003
| 대회 결과들        |                   |      |
| 이벤트             | 장소              | 결과 |
| 미국 전국 챔피언십 | 댈러스, 텍사스    | 3위  |
| 월드 챔피언십      | 워싱턴 디시, 미국 | 4th  |

| 2001–02 ISU 그랑프리 |      |      |      |
| 이벤트               | 쇼트 | 프리 | 결과 |
| 스케이트 아메리카    | 4    | 5    | 5th  |
| 트로피 라리퀘        | 3    | 3    | 3위  |
| Grand Prix Final     | DNQ  | DNQ  | DNQ  |

2002
| 대회 결과들        |                          |      |
| 이벤트             | 장소                     | 결과 |
| 미국 챔피언십      | 로스앤젤레스, 캘리포니아 | 2위  |
| 2002년 동계 올림픽 | 솔트 레이크 시티, 미국   | 4위  |
| 월드 챔피언십      | 나가노, 일본             | 4위  |

- 2001: 굿윌 게임 - 4위, 핀란드 대회 - 1위
- 2000: 미국 챔피언십, 주니어 부문 2위, 월드 주니어 챔피언십 - 6위, 러시아 대회 - 4위
- 1999: 미국 챔피언십, 주니어 부문 2위

- DNQ : 본선에 들지 못함
- W/D : 특정 사유로 불참

## 참고 문서
[1] Cohen, Sasha. (2006). Fire on Ice (Revised Edition): Autobiography of a Champion Figure Skater. Collins. ISBN 0-06-115385-0
[2] "Cohen pulls out of 2007 national championships", ABC News, December 22, 2006. Retrieved on 2006-12-23.